# North Petherton
North Petherton è un paese di 5 190 abitanti del Somerset, in Inghilterra.